# East Martin
East Martin – wieś w Anglii, w hrabstwie Hampshire, w dystrykcie New Forest. Leży 38 km na zachód od miasta Winchester i 137 km na południowy zachód od Londynu.